# سرات
سرات (به انگلیسی: Sarratt) یک روستا و محله مدنی در بریتانیا است که در Three Rivers واقع شده‌است. سرات ۹۲۴ نفر جمعیت دارد.